# Gnamptogenys striatula
Gnamptogenys striatula is een mierensoort uit de onderfamilie van de Ectatomminae. De wetenschappelijke naam van de soort is voor het eerst geldig gepubliceerd in 1884 door Mayr.